# Birštonas
Birštonas (ryska: Бирштонас) är en ort i Litauen.   Den ligger i kommunen Birštonas och länet Kaunas län, i den centrala delen av landet, 80 km väster om huvudstaden Vilnius. Birštonas ligger 75 meter över havet och antalet invånare är 3 181.
Terrängen runt Birštonas är platt. Runt Birštonas är det ganska glesbefolkat, med 43 invånare per kvadratkilometer. Närmaste större samhälle är Prienai, 6,1 km nordväst om Birštonas. I omgivningarna runt Birštonas växer i huvudsak blandskog.